# Hidekazu Otani
Hidekazu Otani (大谷 秀和, Otani Hidekazu) est un footballeur japonais né le 6 novembre 1984. Il évolue au poste de milieu de terrain.

## Palmarès
Avec le Kashiwa Reysol
- Champion de J-league 1 en 2011
- Champion de J-league 2 en 2010
- Finaliste de la Coupe du Japon en 2008
- Vainqueur de la Supercoupe du Japon en 2012